# Dringue Farías
Dringue Farías né Juan Manuel Farías Torterolo le 12 mars 1914 à Buenos Aires (Argentine), mort le 26 février 1980 à Buenos Aires (Argentine), est un acteur et comédien argentin, célèbre dans le théâtre révista.

## Biographie
Né de parents acteurs, son père Juan Farías et sa mère Blanca Torterolo, Dringue Farías sera très tôt dans un cirque puis dans une compagnie de théâtre avec des spectacles pour enfants, avec ses quatre frères. Quelque temps plus tard, il participe à des spectacles musicaux, puis engagé au théâtre Révista.
Il partage l'affiche avec d'autres comédiens et intègre les compagnies d'Olinda Bozán, d'Enrique Muiño ou d'Elías Alippi (Muiño -Alippi). En 1925 il s'aventure dans le cinéma muet, et fait ses débuts dans El Caballero de la Rambla, de Francisco Pablo Donadío. 
Avec l'arrivée du cinéma parlant en Argentine, il participe à La Barra Mendocina, avec Alita Román et Marcelo Ruggero, mais aussi dans El viejo Doctor, où il joue de petits rôles. Au cours des années 1940, il accompagne Susana Canales, Enrique Serrano, Tito Gómez, dans des films tels que Lucrecia Borgia, El barco sale a las 10, ou La Locura de Don Juan. 
En 1945, sans apparaître au générique, il participe à La cabalgata del circo, accompagnant Libertad Lamarque dans un spectacle musical.
Au début des années 1950, il est secrétaire de la commission des affaires syndicales de l' Association argentine des acteurs.
En 1953, il incarne Carlos dans le film criminel Intermezzo réalisé par Luis José Moglia Barth, et en 1954, il joue avec Carlos Castro (surnommé Castrito) dans l'échec Dringue, Castrito et la lampe d'Aladin. 
A la télévision argentine, il intervient dès ses débuts, dans la comédie Caras y Morisquetas, avec des scénarios de Landrú et la participation de Tato Bores. En 1960, il excelle avec son personnage de vagabond Filemón Anchorena dans Yo quiero vivir contigo, de Carlos Rinaldi, ainsi que dans La pérgola de las flores, de Román Viñoly Barreto, pour lequel il remporte le prix du meilleur acteur décerné par l' Association des Chroniqueurs Cinématographiques d'Argentine (Asociación de Cronistas Cinematográficos de la Argentina). 
Il se fait remarquer à la télévision en jouant dans La Familia Gesa se diverte, où il fait des commentaires critiques politiques aux côtés de l'acteur Carlos Fioriti. Il interprète le personnage de Coletti Press, qui est un véritable succès, tout comme son programme La Revista de Dringue sur la chaîne 13.
Parallèlement, il s'aventure dans d'autres sujets comme Show Rambler et La Historia de Celia Pirán, avec une large panoplie d'artistes.
À partir des années 1970 et après s'être aventuré dans des films sans grand succès, son œuvre cinématographique commence à se raréfier, même si dans Juan que reía, son dernier film réalisé par Carlos Galettini, il réalise l'une de ses meilleures œuvres en composant Benito Bevilacqua.
Il décède à l'âge de 65 ans à 8 h 10 le 26 février 1980 à Buenos Aires, victime d'une crise cardiaque. Sa sœur Cora Farías, est aussi actrice et vedette.

## Filmographie
- Juan que reía (1976)
- El caradura y la millonaria (1971)
- Somos los mejores (1968)
- Chúmbale (inconclusa - 1968)
- Necesito una madre (1966)
- La gran felicidad (1966)
- Villa Delicia, playa de estacionamiento, música ambiental (1965)
- La pérgola de las flores (1965) (1º prix du meilleur film argentin de 1965)
- Yo quiero vivir contigo (1960)
- Dringue, Castrito y la lámpara de Aladino (1954)
- Intermezzo criminal (1953)
- Buenos Aires a la vista (1950)
- La locura de don Juan (1948)
- El barco sale a las diez (1948)
- Lucrecia Borgia (1947)
- La mujer y el jockey (1939)
- El viejo doctor (1939)
- La barra mendocina (1935)
- El alma del bandoneón (1935)
- El caballero de la rambla (1925)